# Klasika Primavera 2021
Klasika Primavera 2021 er den 66. udgave af det spanske cykelløb Klasika Primavera. Det bliver kørt i Baskerlandet den 11. april 2021 med start og mål i Amorebieta-Etxano i provinsen Vizcaya. Løbet er en del af UCI Europe Tour 2021. Den oprindelige 66. udgave blev i 2020 aflyst på grund af arrangørerne ikke kunne finde nok frivillige hjælpere.